# Franciscus, Guds gycklare
Franciscus, Guds gycklare (italienska: Francesco, giullare di Dio) är en italiensk dramafilm från 1950 i regi av Roberto Rossellini. Den handlar om Franciskus av Assisi och de tidiga franciskanerna, skildrat i nio episoder. Filmen bygger på de medeltida verken I fioretti di san Francesco och Vita fratris Iuniperi. Manuset skrevs av Rossellini och Federico Fellini och översågs av prästerna Antonio Lisandrini och Félix Morlión. Franciskus och hans följeslagare spelas av munkar från Franciskanorden.
Filmen hade premiär 26 augusti 1950 vid filmfestivalen i Venedig. Den gick upp på italienska biografer 14 december samma år.
Den är en av 45 filmer på "Vatikanens filmlista" från 1995, framtagen på begäran av Johannes Paulus II vid 100-årsminnet av bröderna Lumières första filmvisning.

## Medverkande
- Aldo Fabrizi som Nicolaio, tyrannen från Viterbo
- Nazario Gerardi som San Francesco (Franciskus av Assisi)
- Arabella Lemaitre	 som Santa Chiara (Klara av Assisi)
- Peparuolo	Giovanni som il Sempliciotto
- Fra' Severino Pisacane som Fra' Ginapro (Broder Ginapro)
- Roberto Sorrentino som munk